# سارة غورلاي
سارة غورلاي (بالإنجليزية: Sarah Gourlay)‏ هي لاعبة بولينغ بريطانية، ولدت في 28 سبتمبر 1937.

## روابط خارجية
- سارة غورلاي على موقع اتحاد ألعاب الكومنولث (مؤرشف) (الإنجليزية)